# Силичи (горнолыжный центр)
Силичи — горнолыжный центр в Логойском районе Минской области Белоруссии. Расположен в 32 км от Минска около деревни Силичи.

## История
Комплекс открылся в январе 2005 года. В 2019 году горнолыжный центр был объединён с санаторием «Юность».

## Информация о горнолыжном центре

### Трассы
- десять трасс для катаний, различной степени сложности протяжённостью от 220 м до 850 м, включая сноу парк, зону трамплина, зону биг эйров, учебную и детскую трассу. Оборудованы 2-х кресельной и 4-х кресельной канатной дорогой, буксировочной канатной дорогой и бугельным подъёмником.

### Дополнительная информация
- перепад высот на горнолыжных трассах достигает более 100 м.
- в вечернее время все трассы освещены.
- имеется система искусственного оснеживания, позволяющая производить снег, начиная с температуры −3 °C.
- склоны трасс ровняются ратраком.
- есть ночные катания

### Другие услуги
- Имеется: гостиница на 32 места, гостевые домики, два ресторана, кафе, пункт проката горнолыжного снаряжения, медпункт, мини-маркет, отделение АСБ «Беларусбанк», киоск «Белпочта».
- действует бесплатная автостоянка на 850 автомобильных мест.
- с января 2007 открылся спортивный зал, который в зимний период используется как крытый каток.

## Монеты «Спорт»
- Серебряная монета (2006) номиналом 20 рублей массой 31,1 г и диаметром 38,61 мм отчеканена из серебра 925 пробы в качестве пруф на Польском монетном дворе. Дизайн: С. Некрасова. Тираж монеты — 5000 штук.[2]
- Золотая монета (2006) номиналом 200 рублей массой 31,1 г и диаметром 38,61 мм отчеканена из золота 900 пробы в качестве пруф на Польском монетном дворе. Дизайн: С. Некрасова. Тираж монеты — 2000 штук.[2]

Аверс: герб и название государства, масса и проба металла, номинал, год выпуска, фигура лыжника и название центра на белор. СІЛІЧЫ.
Реверс: панорама центра, надпись на белор. РЭСПУБЛІКАНСКІ ГАРНАЛЫЖНЫ ЦЭНТР.
| 2006 |  | Республиканский горнолыжный центр «Силичи» бел. РЭСПУБЛІКАНСКІ ГАРНАЛЫЖНЫ ЦЭНТР "СІЛІЧЫ" |
| 2006 |  | Республиканский горнолыжный центр «Силичи» бел. РЭСПУБЛІКАНСКІ ГАРНАЛЫЖНЫ ЦЭНТР "СІЛІЧЫ" |